# Галеран IV де Бомон, граф де Мёлан

Герб графов де Мёлан

Галеран де Бомон (английская версия имени — Валеран де Бомон; фр. Galéran IV de Meulan; англ. Waleran de Beaumont; 1104—9 апреля 1166) — англонормандский аристократ из рода де Бомон, граф де Мёлан и сеньор Бомон-ле-Роже (с 1118 г.), 1-й граф Вустер (c 1138 г.), полководец периода гражданской войны в Англии 1135—1154 гг.

## Биография

### Юность и восстание в Нормандии

Владения Галерана IV де Бомона во Франции
Домен короля Франции
Территория графства Мёлан
Герцогство НормандияЗелёным показаны центры владений Галерана де Бомона

Галеран де Бомон был старшим из двух братьев-близнецов, сыновей Роберта де Бомона, графа де Мёлан и 1-го графа Лестера, и Элизабет де Вермандуа. После смерти отца в 1118 году Галеран и его младший брат Роберт находились под опекой английского короля Генриха I до достижения ими совершеннолетия. В 1120 году опека была снята, что позволило братьям вступить в наследство. Обширные земельные владения их отца, расположенные по обоим берегам Ла-Манша, были разделены между Галераном и Робертом в соответствии с волей отца. Галеран как старший брат получил владения Бомонов в Нормандии (Бомон-ле-Роже, Порт-Одемар, Брионн, Ваттевиль и Румуа) и Иль-де-Франсе (графство Мёлан). Таким образом, Галеран являлся одновременно вассалом короля Англии (герцога Нормандии) и короля Франции. Кроме того, Галерану достались земли своего отца в Дорсете. Младший брат Роберт унаследовал остальные владения в Англии и титул графа Лестера.
Благодаря своим владениям в Верхней Нормандии и Иль-де-Франсе Галеран являлся одним из крупнейших землевладельцев Нормандского герцогства. В 1122 году он сблизился с Амори де Монфором, графом д’Эврё, вместе с которым они составили заговор с целью передачи нормандского престола Вильгельму Клитону, сыну Роберта III Куртгёза, разбитому и пленённому Генрихом I в 1106 году. О заговоре, однако, стало известно королю, который нанёс упреждающий удар, атаковав замок Монфор-сюр-Рисль. Галерану удалось бежать в Брионн и поднять восстание верхненормандских баронов. Мятеж, впрочем, не имел успеха. В октябре 1123 года армия Генриха I захватила Порт-Одемар, а затем осадила Ваттевиль. В начале следующего года отряд Галерана, выступивший на помощь Ваттевилю, был разбит королевскими войсками неподалёку от Буасси-ле-Шатель, сам он захвачен в плен. Тем не менее, остальные замки Галерана продолжали сопротивление до 16 апреля 1124 года, когда граф был вынужден покориться королю и отдать приказ о сдаче замков. Земли Галерана в Нормандии были конфискованы, а он помещён под арест сначала в Руане, затем в Бриджнорте в Шропшире и, наконец, в Уоллингфордском замке.
В заключении Галеран де Бомон оставался до 1129 года, когда по неизвестным причинам получил свободу. Он вернул себе расположение Генриха I и на протяжении последующих лет братья де Бомон играли видную роль при дворе короля, а в 1135 году присутствовали у смертного одра Генриха I.

### Лейтенант Нормандии
Когда после смерти Генриха I королём Англии и герцогом Нормандии был провозглашён Стефан Блуаский, Галеран де Бомон немедленно присягнул ему на верность. На торжественном пасхальном Большом королевском совете в начале 1136 г. Галеран был обручён с малолетней дочерью короля Стефана Матильдой и получил в качестве приданого город Вустер и земли в графстве Вустершир. Матильда, однако, в следующем году скончалась в возрасте шести лет. В середине 1136 г. Галеран вернулся на континент, будучи назначенным королевским лейтенантом Нормандии. Он взял на себя организацию обороны герцогства и в сентябре 1136 г. во главе армии нормандских баронов отразил вторжение Жоффруа Плантагенета, супруга императрицы Матильды, дочери Генриха I, претендующей на английский престол. Галерану также удалось захватить Рожера де Тосни, одного из лидеров партии сторонников Матильды в Нормандии
В начале 1137 г. Галеран де Бомон отправился в Англию, а в середине года вернулся в Нормандию в сопровождении Стефана Блуаского. Нормандская экспедиция короля, однако, не имела успеха и существенно ослабила его влияние в герцогстве. Тем временем влияние семьи де Бомонов при королевском дворе неуклонно возрастало. Галерану и Роберту удалось добиться падения и ареста Роджера Сольсберийского, что лишило Стефана поддержки высшего английского духовенства. В то же время, могущество Бомонов вызывало недовольство других аристократических семей, прежде всего графа Роберта Глостерского. Последний в 1138 г. перешёл на сторону императрицы, что резко усилило партию сторонников Матильды в Англии и привело к началу гражданской войны.

### Гражданская война в Англии
В 1138 г. Галеран де Бомон вновь вернулся в Нормандию для организации сопротивления продолжающимся нападениям анжуйцев, которые захватили Бессен, Кан и проникли в Котантен. Примерно в это же время Стефан Блуаский пожаловал ему титул графа Вустера. Галеран попытался использовать своё влияние как графа де Мёлана при дворе французского короля для получения дополнительных военных сил против сторонников Матильды и Жоффруа Плантагенета. В начале 1139 г. граф посетил Париж, где встретился с Людовиком VII. Однако французская помощь оказалась незначительной. Анжуйцы вновь перешли в наступление и к 1140 г. подчинили Нижнюю Нормандию.
Между тем, осенью 1139 г. активизировались действия сторонников Матильды в Англии. Роберт Глостерский атаковал и 7 ноября захватил Вустер, владение Галерана де Бомона. Тот в ответ предпринял грабительский набег на Тьюксбери, находящийся по контролем императрицы. В начале 1141 г. Галеран принял участие в сражении при Линкольне, правда, оказался в числе тех пяти графов, которые бежали с поля боя после первой яростной атаки рыцарей Роберта Глостерского. Король Стефан попал в плен, однако Галеран продолжил сопротивление, по всей видимости, сделав Вустер базой своих военных операций. Но получив известие о захвате Жоффруа Плантагенетом владений Бомонов в Нормандии, Галеран был вынужден прекратить борьбу и покориться императрице Матильде. Он принёс ей присягу верности и вернулся в Нормандию, где получил обратно свои земли, а также Эльбёф, бывшее владение его матери, скончавшейся в 1139 г. Около 1142 г. Галеран женился на Агнессе де Монфор, дочери Амори де Монфора, графа д’Эврё, и в качестве приданого получил земли в Ко и сеньорию Гурне-сюр-Марн в Иль-де-Франсе.
Приняв сторону анжуйцев, Галеран принял участие в осаде Жоффруа Плантагенетом Руана, завершившейся падением столицы Нормандии в январе 1144 г. Причём в период осады граф захватил и сжёг руанский пригород Эмандревиль и церковь Св. Севера, в которой погибло множество людей. Позиции Галерана в качестве одного из крупнейших феодалов Нормандии ещё более укрепились после заключения им соглашения со своим двоюродным братом Робером де Невбуром, сенешалем Нормандского герцогства.

### Сближение с королём Франции и падение
Галеран де Бомон также значительное время проводил в своих вексенских владениях и при дворе французского короля, своего сюзерена по графству Мёлан. В 1146 г. он участвовал в заседаниях Большого королевского совета в Париже, переговорах Людовика VII и папы римского, а затем принял крест и во главе англо-нормандских крестоносцев отправился во Второй крестовый поход в Сирию. Поход, однако, потерпел неудачу под стенами Дамаска, и граф де Мёлан вскоре вернулся во Францию.
Сближение Галерана с французским королём в 1140-х гг., с одной стороны, существенно увеличило его богатство и влияние, особенно после передачи под опеку Галерана обширного графства Вермандуа в период несовершеннолетия его наследника, графа Рауля II. Однако с другой стороны, это значительно ослабило позиции графа де Мёлан в Нормандии, которая в 1151 г. перешла под власть Генриха Плантагенета, непримиримого противника французского короля. В 1153 г. Галеран был захвачен в плен своим племянником Робертом де Монфором, а его владения в Англии и Нормандии были заняты соратниками Генриха Плантагенета. Титул графа Вустера был упразднён. Хотя вскоре Галеран получил свободу, его влияние в Нормандии было окончательно подорвано. В отличие от своего младшего брата, граф де Мёлан не был принят при дворе короля Англии, а за свою поддержку Людовика VII против Генриха II в 1160—1162 г. он был лишён своих нормандских владений и замков.
Скончался Галеран де Бомон 9 или 10 апреля 1166 году в монастыре Сен-Пьер-де-Пре к югу от Порт-Одемара, родовом аббатстве Бомонов, где и был похоронен.

### Образованность и благотворительность

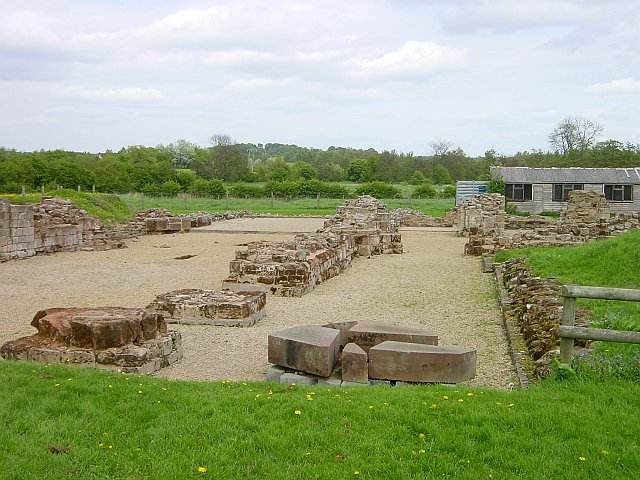
Руины аббатства Бордесли, основанного Галераном де Бомоном

Галеран де Бомон получил известность среди современников не только благодаря своим военным предприятиям и политическому влиянию. Вместе со своим братом Робертом он считался одним из наиболее образованных людей того времени. По всей видимости, обучением братьев в юности занимался сам король Генрих I, знаменитый своей учёностью. Галеран хорошо разбирался в изящных искусствах и философии. По свидетельству Этьена де Руана, монаха Бекского аббатства и автора элегии, посвящённой графу де Мёлану, Галеран писал стихи на латыни. Об этом упоминает и Вильям Мальмсберийский. Очевидно, граф также активно покровительствовал литературе, поскольку ранняя редакция «Истории королей Британии» Гальфрида Монмутского, датируемая 1136 г., также посвящена Галерану.
Граф де Мёлан основал несколько монастырей (Бордесли в Вустершире (1139), Ле-Валасс, Бомон-ле-Роже и Гурне-сюр-Марн в Нормандии), а также много жертвовал уже существующим бенедиктинским аббатствам Сен-Пьер-де-Пре и Сен-Лежер-де-Пре, Бекскому монастырю и больнице в Понт-Одемаре.

## Брак и дети
Галеран де Бомон был женат первым браком (1136) на Матильде де Блуа (ум. 1140 в возрасте шести лет), дочери Стефана Блуаского, короля Англии, и Матильды Булонской, вторым браком (1141 или 1142) — на Агнессе де Монфор (1123—1181), дочери Амори III де Монфора, графа д’Эврё, и Агнессы де Гарланд. Их дети:
- Роберт II де Бомон (ум. 1204), граф де Мёлан, женат (1175) на Марии Фиц-Рой, дочери Реджинальда Данстанвильского, графа Корнуолла;
- Изабелла де Бомон (ум. 10 мая 1220), замужем первым браком (1161) за Жоффруа де Майенном, вторым браком (1170) за Морисом II де Краоном;
- Амори де Бомон (ум. 1196), сеньор де Гурне-сюр-Марн, женат на Аделе де Люзарш, вдове Матье II, графа де Бомон-сюр-Уаз;
- Рожер де Бомон, виконт д’Эврё, женат на Элизабет д’Оберганвиль;
- Галеран де Бомон, сеньор де Монфор;
- Этьен де Бомон;
- Гуго де Бомон, сеньор де Блиншфельд;
- Мария де Бомон, замужем за Гуго Тальботом, бароном де Клефвиль;
- Амиция де Бомон, замужем за Анри, сеньором де Феррьер;
- Дюда де Бомон, замужем за Гийомом де Молин.